# L'Abbé Jules
L’Abbé Jules est un roman français d’Octave Mirbeau, publié chez Charpentier le 13 mars 1888, après une prépublication en feuilleton dans le Gil Blas. La dernière édition, préfacée par Pierre Michel, a paru en février 2010 aux éditions de L'Âge d'Homme, Lausanne.

## Résumé
C’est l’évocation d’un prêtre hystérique et en révolte permanente contre l’Église romaine et contre une société étouffante et oppressive. Jules Dervelle est constamment déchiré entre les besoins de sa chair et ses « postulations » vers le ciel. Mirbeau a choisi pour cadre un petit village du Perche, Viantais, inspiré de Rémalard, où il a passé sa jeunesse : chacun y vit sous le regard de tous et les exigences du corps et celles de l’esprit y sont lamentablement comprimées. Le récit, discontinu, est coupé de deux très longs retours en arrière : l'un est consacré au passé de l'abbé Jules ; l'autre à un Trinitaire à l'esprit dérangé et obnubilé par un projet fou, le Père Pamphile. Il comporte aussi un trou de six années, celles que Jules a passées à Paris, ce qui constitue une énigme et suscite les interrogations des villageois, sans que le lecteur, à la fin, ait appris quoi que ce soit sur ce séjour parisien : sa curiosité se trouve donc frustrée.

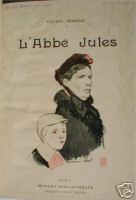
L'Abbé Jules, illustré par Hermann-Paul, 1904.

Le dénouement, en forme d’expérimentale farce posthume de Jules, est constitué par la lecture de son testament, par lequel il lègue tous ses biens au premier prêtre du diocèse qui se défroquera ! Elle est suivie par l'autodafé de sa mystérieuse malle, bourrée de livres et d’images pornographiques, véritable réservoir à fantasmes, qui témoigne de ses frustrations sexuelles et symbolise l’inconscient mal refoulé. Au terme de cet autodafé, le jeune narrateur, Albert Dervelle, neveu de Jules, croit entendre « un ricanement lointain, étouffé, qui sortait, là-bas, de dessous la terre » : ce ricanement, sur lequel se clôt le récit, apparaît comme le cri de triomphe posthume de son oncle, plus fort, par-delà la mort, que le monde absurde et que la société aliénante qui l'ont écrasé.

## Commentaires
Pour imaginer son fascinant abbé Jules, le romancier s’est souvenu de son oncle Louis-Amable Mirbeau, prêtre libre mort dans les bras de son neveu en 1867 ; et de deux personnages historiques hauts en couleur : d'une part, le curé Meslier (1664-1729), dont le Testament, partiellement publié par Voltaire, était une profession d'athéisme, de matérialisme radical et d'irréligion sans concession ; d'autre part, l'abbé Verger (1826-1857), prêtre exalté dont le nom est cité dans le roman et qui, révolté par le nouveau dogme de l'Immaculée Conception, qu'il trouvait aberrant, avait assassiné en pleine messe l'archevêque de Paris, Marie Dominique Auguste Sibour.
Mais le romancier a surtout donné beaucoup de lui-même à son personnage : ses emballements, ses déchirements, sa passion des livres, son amour de la nature, ses alternances d’exaltation et de dépression, sa violence verbale, son goût de la mystification, ses exigences de l’absolu. Il lui a prêté également nombre des idées qu’il exprime : sa conception tragique de la condition humaine et sa révolte métaphysique ; sa morale d’inspiration naturiste et rousseauiste ; et sa révolte libertaire contre toutes les structures sociales oppressives, mutilantes et aliénantes, que sont la famille, l’école et l’Église. Mais le romancier se garde bien de faire de son personnage un simple porte-parole : il souligne toutes ses contradictions et ses insuffisances, et il lui prête des actions méprisables (vol, despotisme et tentative de viol).
Un autre personnage est également fascinant : le Père Pamphile, qui a erré pendant des décennies à travers l'Europe en mendiant et a collecté des sommes énormes, aussitôt gaspillées dans des travaux, incohérents et toujours à recommencer, de reconstruction d'une abbaye en ruines.

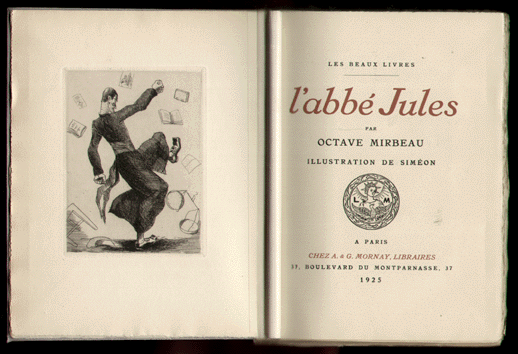
L'Abbé Jules, illustré par Fernand Siméon, Éditions Mornay, 1925.

L’insistance sur la question d’argent et sur la frustration sexuelle du héros éponyme pourrait laisser croire que Mirbeau inscrit son roman dans le cadre d’un roman de mœurs d’inspiration naturaliste sur le thème du mauvais prêtre. Mais en réalité l’influence majeure est celle de Dostoïevski, qui lui a révélé le rôle de l’inconscient dans l'Idiot : il met en œuvre une psychologie des profondeurs sans précédent en France et voit dans la psyché humaine un chaos indéchiffrable, par opposition aux prétentions de son ex-ami Paul Bourget à l'éclairer au moyen de sa psychologie qui, pour Mirbeau, n'était que « du toc ».

## Citations
- « Qu'est-ce que tu dois chercher dans la vie ?… Le bonheur… Et tu ne peux l'obtenir qu'en exerçant ton corps, ce qui donne la santé, et en te fourrant dans la cervelle le moins d'idées possible, car les idées troublent le repos et vous incitent à des actions inutiles toujours, toujours douloureuses, et souvent criminelles… Ne pas sentir ton moi, être une chose insaisissable, fondue dans la nature, comme se fond dans la mer une goutte d'eau qui tombe du nuage, tel sera le but de tes efforts. »
- « On a déformé les fonctions de mon intelligence, comme celles de mon corps, et, à la place de l'homme naturel, instinctif, gonflé de vie, on a substitué l'artificiel fantoche, la mécanique poupée de civilisation, soufflée d'idéal… l'idéal d'où sont nés les banquiers, les prêtres, les escrocs, les débauchés, les assassins et les malheureux. »
- « Au lieu de conserver à l'amour le caractère qu'il doit avoir dans la nature, le caractère d'un acte régulier, tranquille et noble, le caractère d'une fonction organique enfin…, nous y avons introduit le rêve… puis le rêve nous a apporté l'inassouvi… et l'inassouvi, la débauche. Car la débauche, ce n'est pas autre chose que la déformation de l'amour naturel, par l'idéal. »